# Denarijus
U sistemu drevnih rimskih valuta denarijus (lat. denarius, množ. ) je bio mali srebrnjak prvi put iskovan godine 211. p. n. e. U Isusovo vreme, početkom 1. veka, jedan denarijus je bio uobičajena radnička dnevnica. Bio je najčešća kovanica u opticaju ali je s vremenom devalvirao sve dok ga nije zamijenio antoninijan.
Denar (lat. denar) je bio izvorni novac od 10 asa i u vreme carstva nije nikada označavan brojkom. Ovaj novac je bio srebrna novčana jedinica u Rimskom carstvu sve do 248. godine pne.
Za vreme Avgustove vladavine denar je iznosio 1/84 rimske funte i težio 3,89 grama, a do 64. godine je bio od čistog srebra. Nakon toga je postepeno legiran bakrom, a u doba vladavine Karakale procenat srebra je pao za 50%. Kovao se u velikim količinama sve do smrti cara Gordijana III, dok se kasnije javqa retko, gotovo pojedinačno, a procenat srebra u njemu se postepeno smanjivao.
Od Trajana Decija (248) pa do Dioklecijana (284.) denar se nije kovao, da bi ga kasnije u potpunosti zamenio antoninijan.
Uprkos tome naziv „denarijus” preživeo vekove i u različitim oblicima usvojen od drugih naroda: u Francuskoj je denier naziv za novčić, dinar kod Arabljana je često naziv nacionalne valute kao i u bivšoj Jugoslaviji i sadašnjoj Srbiji; Makedonci imaju denar; kod Italijana denaro je novac kod Španaca to je dinero itd.

## Spoljašnje veze
- Denarius
- Novčani sistem rimskog carstva